# Vitaceae
Vitaceae, a família das videiras, é uma família pertencente à ordem Vitales, que é composta por 15 gêneros e 850 espécies. A família tem distribuição pantropical e também ocorre em áreas de clima temperado.
São usualmente lianas, com gavinhas opostas às folhas. Raramente são pequenas árvores ou ervas suculentas. As flores podem ser hermafroditas, ou de sexos separados.  Florescem de novembro a fevereiro com período de maturação dos frutos de dezembro a fevereiro. O fruto é uma baga.
A uva é cultivada desde 4000 a.C. na Síria e no Egito, e desde 2500 a.C na região do mar Egeu. Muitos acreditam que foram os fenícios que introduziram na Grécia, Sicília, Itália, e em regiões como Marselha na França. Conforme a observação de dados arqueológicos, é possível constatar que a uva já existia na França desde 10000 a.C.

## Sinonímia
Leeales De Candolle - Vitanae Reveal

## Gêneros
Vitaceae é composta por 15 gêneros: Ampelocissus, Ampelopsis, Cayratia, Cissus, Clematicissus, Cyphostemma, Leea, Nothocissus, Parthenocissus, Pterisanthes, Pterocissus, Rhoicissus, Tetrastigma, Vitis, e Yua.

## Descrição
A família compreende 15 gêneros de distribuição cosmopolita. Os principais centros de diversidade são a América do Sul e do Norte, África e Sudeste da Ásia. Ocorrem em matas, desertos, savanas, vegetação ribeirinha, ambientes alagados e vegetação de altitude.
O gênero Cissus é o maior da família com cerca de 350 espécies de distribuição pantropical e quase exclusivamente do Hemisfério Sul. Na América do Sul apresenta dois centros de diversidade, na região Amazônica e na Mata Atlântica.
Os membros dessa família podem ser: lianas, lenhosas ou herbáceas e raramente arbustos ou árvores; geralmente monóicas (ou raramente dióicas) apresentam ramos de crescimento simpodial, mesofítico, ou xerofítico, gavinhas (podendo ser ramificadas ou não) quase sempre opostas às folhas e ramos com escamas diminutas.

## Distribuição Fitogeográficano Brasil
As plantas dessa família estão amplamente distribuídas de Norte a Sul do Brasil apesar de não ser endêmica no país.
Presentes nos seguintes domínios fitogeográficos: Amazônia, Caatinga, Cerrado, Mata Atlântica, e Pantanal.

Ocorrem também nos seguintes tipos vegetacionais: Vegetação de Área Antrópica, Caatinga (stricto sensu), Campinarana, Campo de Altitude, Campo de Várzea, Campo Limpo, Campo Rupestre, Carrasco, Cerrado (lato sensu), Floresta Ciliar ou Galeria, Floresta de Igapó, Floresta de Terra Firme, Floresta de Várzea, Floresta Estacional Decidual, Floresta Estacional Perenifólia, Floresta Estacional Semidecidual, Floresta Ombrófila, Floresta Ombrófila Mista, Palmeiral, Restinga, Savana Amazônica, Vegetação Sobre Afloramentos Rochosos.

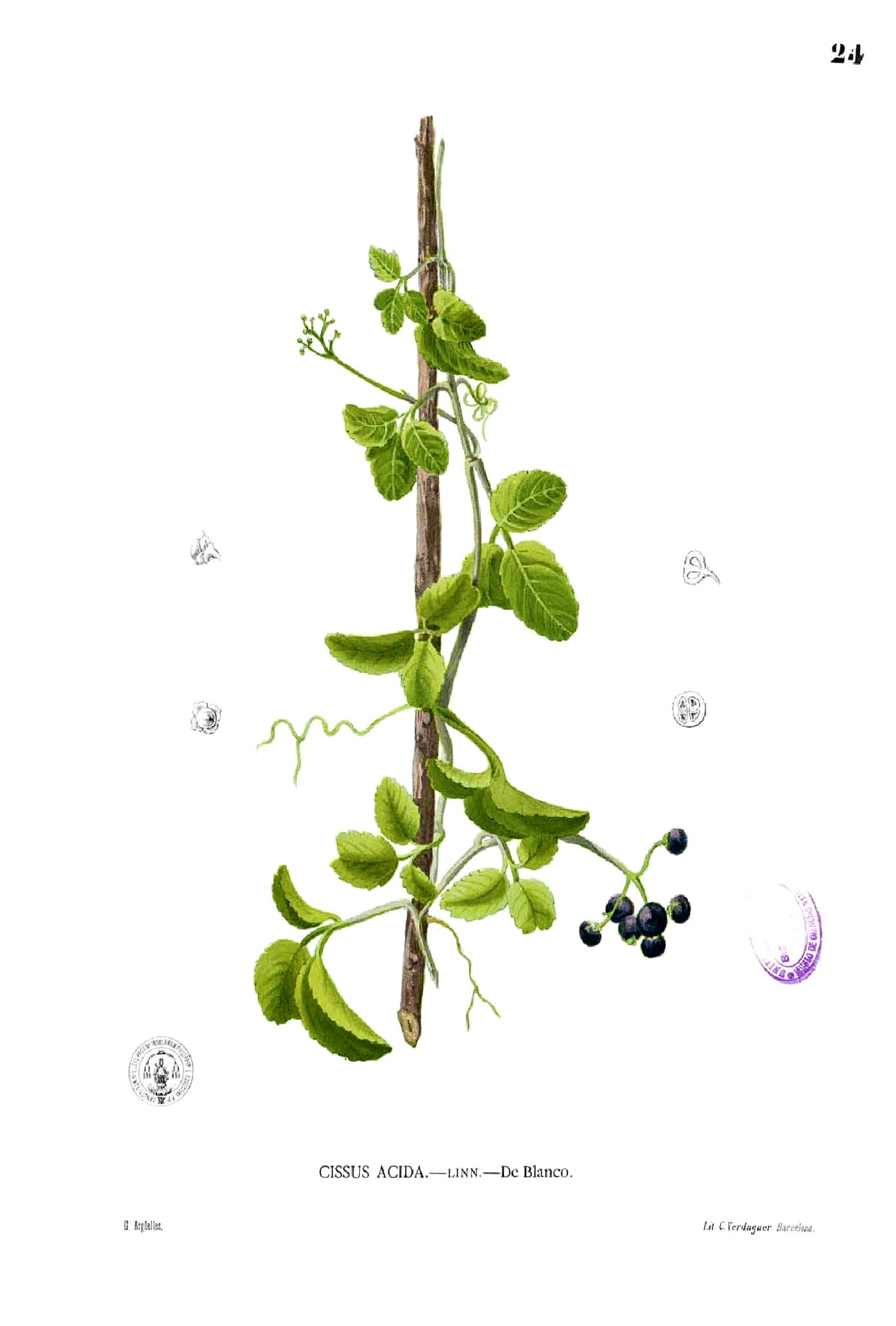
Ilustração do gênero Cissus

## Morfologia

### Caule
Possui cambio de cortiça; nós tri-pentalacunares, ou multilacunar; tecidos vasculares primários envolvendo um anel de feixes; feixes corticais ausentes, não possui feixes medulares, espessamento secundário desenvolvido a partir de um anel cambial convencional, ou anômalo ocasionalmente via câmbio concêntrico, tetrastigma; raios medulares primários largos (geralmente), ou misturados largos e estreitos.

### Folhas
As folhas são alternas, simples (geralmente), ou compostas; quando composto ternado, ou pinado, ou palmado; estipuladas; pecioladas; lobadas ou não. 

### Flores
Composta por inflorescência cimosa, racemosa, panícula ou tirso, quase sempre opostas às folhas, axilares ou extra-axilares, com ramos e pedicelos subtendidos por brácteas diminutas.

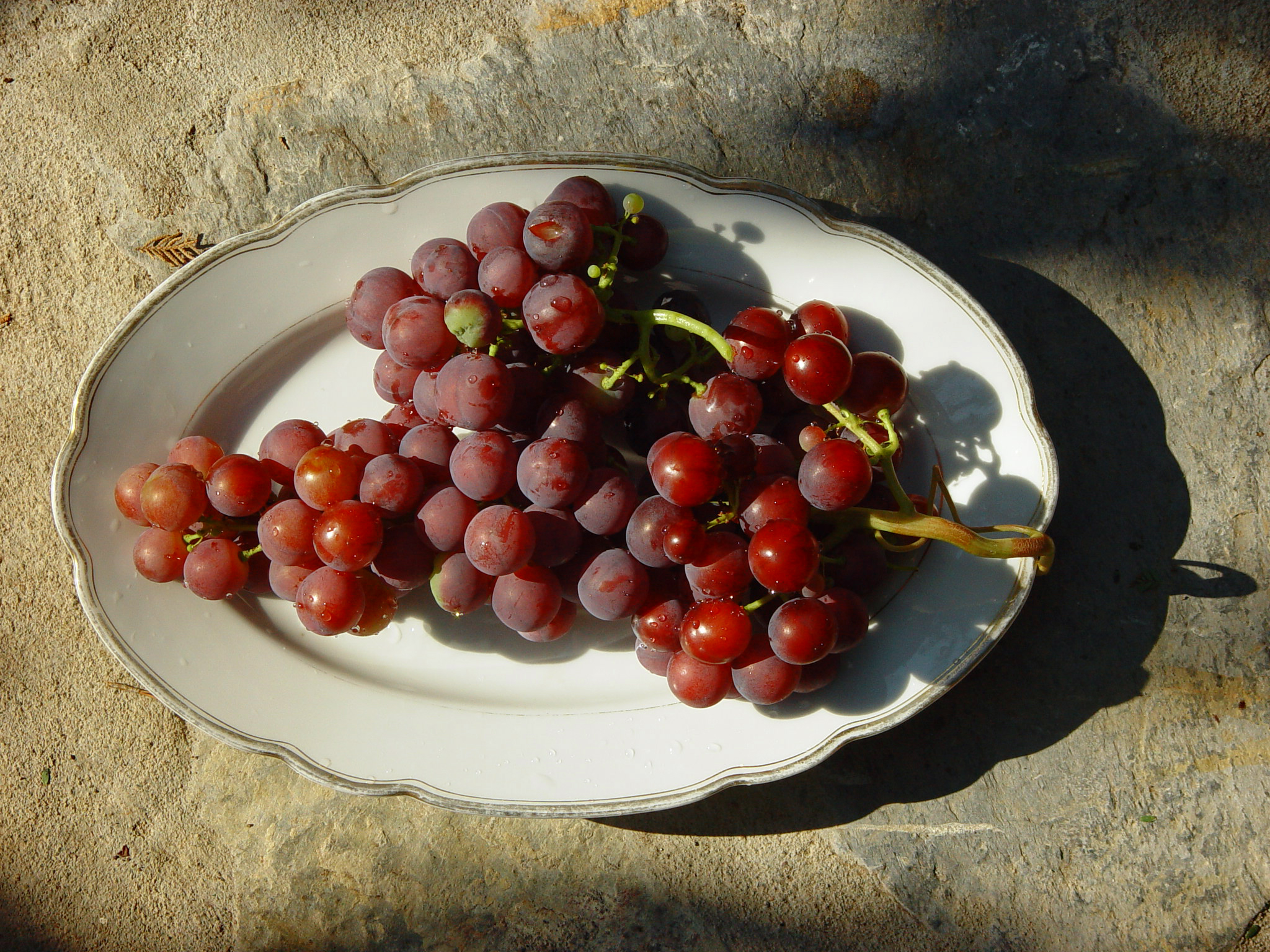
Uva: um fruto do tipo baga.

Possuem flores subsésseis, hipóginas, bissexuadas, ou raro funcionalmente unissexuadas, actinomorfas; sépalas 4-5meras unidas; pétalas 4-5meras valvares, unidas pelo ápice em Vitis ou livres entre si, mas coerentes nas margens em caliptra no botão.
Geralmente caducas na antese, ou raro persistentes no fruto; estames polistêmones , opostos às pétalas, livres entre si, anteras bitecas; disco nectarífero ausente ou presente, sendo assim intra-estaminal, composto por cinco glândulas livres entre si ou anular e polisulcado ou lobado, livre ou adjunto à parede do ovário; ovário súpero, bi-carpelar, bi-tetralocular, apresenta dois óvulos por lóculo, com placentação basal, estilete único central, às vezes nulo, único estima e pontual, discóide, capitado ou tetrafido. 

### Fruto
Fruto baga com 1-4 sementes, composto por embrião diminuto, endosperma abundante comumente trilobado ou ruminado.

## Relações Filogenéticas
As análises filogenéticas provenientes da combinação de dados fornecem dados condizentes para a reconstituição da filogenia de Vitaceae.
Cayratia, Tetrastigma e Cyphostemma formam um clado, sendo que Cyphostemma e Tetrastigma são monofiléticos, e Cayratia pode ser parafilético. Ampelopsis é parafilético com o gênero africano Rhoicissus, onde o gênero sul-americano Cissus striata está inserido.
As espécies de folhas compostas pinadas de Ampelopsis formam um subclado, e as de folhas simples e palmadas constituem outro com subclados contendo espécies Asiáticas e Americanas.
Especies de Cissus da Asia e da América Central são monofiléticas, mas na America do Sul, C. striata não se encaixa dentro do grupo de outras especies de Cissus.
A espécie asiática endêmica Nothocissos e Pterisanthes formam um clado com a asiática Ampelocissus e A. javalesis da America Central, que é irmã desse clado.  
Vitis é monofilético e forma um grande clado com Ampelocissus, Pterisantes e Nothocissus.
Cientistas Norte Americanos e do Leste Asiático desmembraram Parthenocissus,  formando um clado com Yua austro-orientalis, uma especie cujo sequenciamento gênico ainda é pouco conhecido, que é proveniente da China e do Himalaya.
Desta forma, Vitaceae demonstra uma complexa e múltipla co-relação entre espécies do Hemisfério Norte e Sul.

## Cultivo
A espécie mais cultivada no mundo é a Vitis vinifera, apresentando grande número de cultivares, tanto de uvas para vinho como também de uvas de mesa e de uvas para a produção de passas.

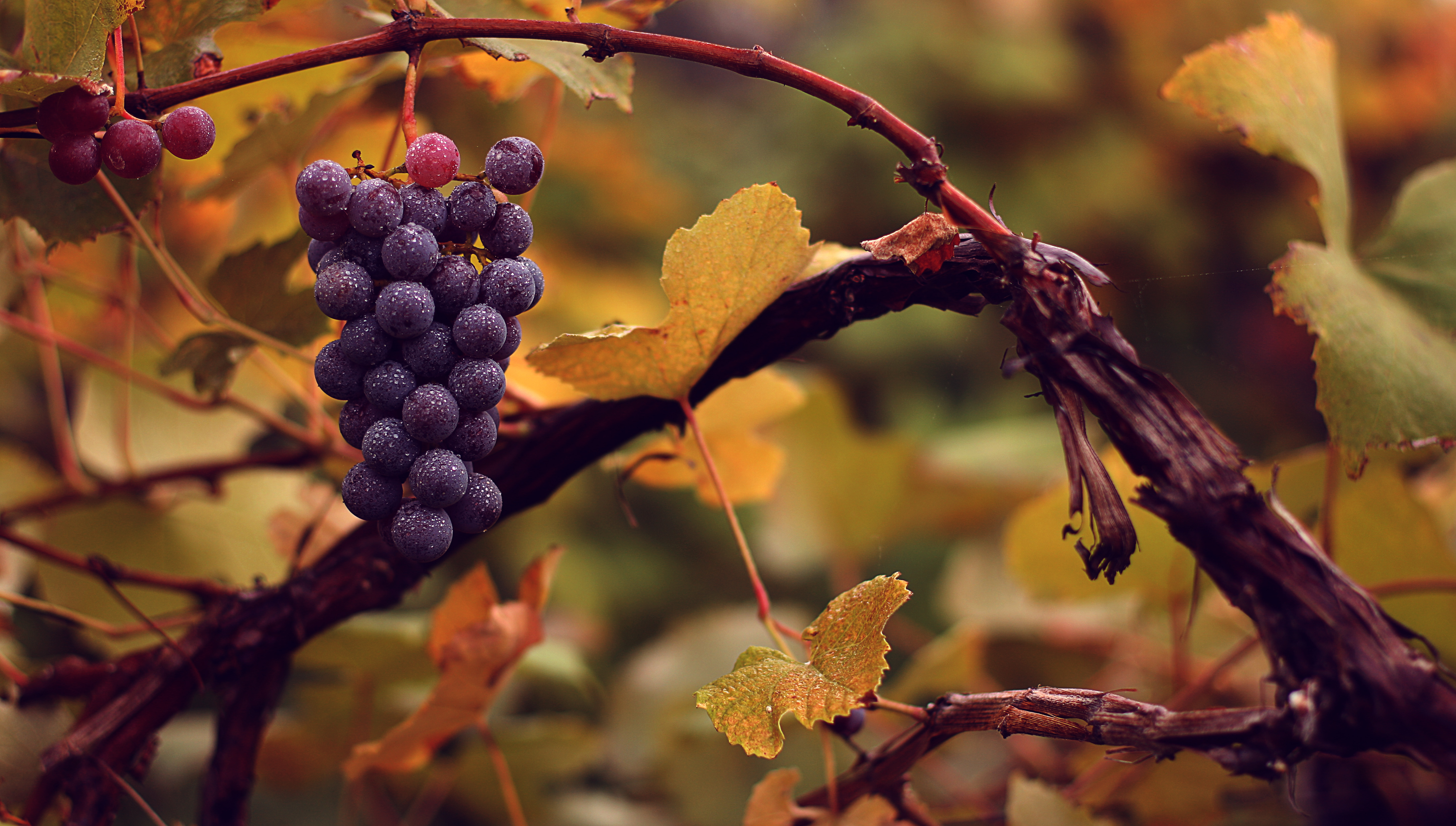
Vitis vinifera

Na Ásia as espécies distribuem-se desde a Sibéria até a Indonésia, com 29 espécies descritas. No continente americano, com 34 espécies descritas, a ocorrência natural da videira vai desde o Canadá até a Venezuela. Em ambos os casos, Ásia e América, há uma grande diversidade genética, com espécies adaptadas a diferentes condições ambientais.
No continente europeu ocorrem apenas duas espécies, Vitis vinífera e Vitis silvestris. Entre as espécies americanas, apenas três apresentam variedades cultivadas: Vitis labrusca, Vitis bourquina e Vitis rotundifolia.
A segunda espécie em importância pela área cultivada no mundo é Vitis labrusca. O número de variedades cultivadas desta espécie limita-se a algumas dezenas.
As uvas de V. labrusca são utilizadas para consumo in natura e para processamento, em especial para a elaboração de suco de uva; em alguns países da América e da Ásia também são elaborados vinhos com uvas labruscas.
O cultivo de Vitis bourquina limita-se poucas cultivares e está restrito a poucas zonas de cultivo. O número de variedades cultivadas de Vitis rotundifolia também é pequeno, e seu cultivo comercial tem importância apenas no Centro-Sul dos Estados Unidos.

As cultivares destas espécies, assim como cultivares híbridas interespecíficas, são todas classificadas, no Brasil, como "uvas comuns".